# Un ángel sin luz
«Un ángel sin luz» (conocido popularmente como: «El niño del globo rojo» o «Los colores del cielo») es un controversial episodio de la serie de antología mexicana Mujer, casos de la vida real. El mismo narra el secuestro de un niño que es devuelto a su hogar tras extraerle las córneas, quedando ciego en el acto. Como compensación, la madre obtiene una remuneración económica y este un globo rojo. Se cree que el argumento surgió de múltiples factores sociales, como la miniserie It y la leyenda urbana de “los niños de ojos negros” que emergió a fines de los años 90, en combinación con la creencia popular del tráfico de órganos acaecida en la década de 1970. El episodio fue producido por Televisa y emitido originalmente en el año 1998.

## Emisión del capítulo «Un ángel sin luz»

### Argumento
Ángel es un niño de escasos recursos que vive feliz con su hermana y su madre en una vecindad. Éste anhela fervientemente tener un globo con el cual poder jugar. Cierto día, se encuentra solo jugando en el patio de esta y es llamado por un hombre desconocido, quien le promete regalarle todos los globos que desee a cambio de que lo acompañe “a la calle”, pero no logra su cometido. Al día siguiente, él y su hermana se alistan para asistir a la escuela. Su madre, quien se encuentra ocupada con la rutina del día, les pide partir solos. Horas más tarde, el menor es raptado.
Tras el hecho, la hermana regresa a su casa desesperada para comunicarle a su madre sobre el secuestro de su hermano y se dirigen al ministerio público para denunciar el rapto, obteniendo poca ayuda. Semanas después la madre sigue lamentando la desaparición de su hijo y de repente oye que alguien toca a la puerta: al abrirla aparece el menor, con la cabeza agachada, sentado en el suelo, junto a una caja con dinero y un globo rojo amarrado a su brazo izquierdo, pero cuando [el niño] levanta su rostro nota que tiene unas vendas en los ojos, dando a entender que los secuestradores lo intervinieron quirúrgicamente. Cuando vuelven con la policía, el agente les comenta que están buscando a los responsables, mientras reconoce su incompetencia. Luego, Ángel cuestiona a su madre sobre el color del globo. 
Días después, el niño escucha atento la fábula de Los tres cerditos, de boca de su hermana, quien se lo narra. Asimismo, Ángel percibe un olor a quemado; al preguntarle de dónde proviene, ella le dice que es "basura". La toma se abre y se ve a la madre quemando el dinero recibido por las córneas, concluyendo el capítulo.

### Impacto social en México
El episodio generó tal impacto en la sociedad mexicana de la época que, en palabras de la propia Silvia Pinal, la ciudadanía le solicitó que volvieran a transmitirlo. Acto que realizó.
Semanas después, Pinal retomó el caso al término de otro episodio y argumentó que los televidentes querían ayudar en lo que pudiesen al niño. Pero aclaraba que era necesario que la madre se contactara nuevamente con ellos, ya que no tenían ni su número de teléfono ni la dirección de remitente en la carta enviada al estudio, poniendo en duda la veracidad de la historia.

### Falsos recuerdos sobre el caso
El capítulo se mantuvo como un metraje perdido por casi dos décadas, generando un recuerdo falso en la población y finalmente un pensamiento mágico a los televidentes sobre su transmisión. Se creía erróneamente que este recreaba la extracción de los ojos en el menor. Además, que existía una escena del niño siendo secuestrado en una limusina —o en su variante— en un auto con vidrios polarizados, mientras su hermana mayor miraba estupefacta el rapto del menor.
Dicho falso recuerdo sería alimentado en la década del 2010 por usuarios anónimos, generalmente troles de internet, que enfatizaron esta teoría en redes sociales como Reddit y en años más recientes viralizada por algunos Youtubers o influencers. No obstante, en abril de 2019 un usuario en YouTube subió una retransmisión de los años 2000 del canal de TV español: “Hogar 10”, logrando aclarar el verdadero contenido.
A lo largo del episodio, el argumento señala en primera instancia que al niño le "robaron los ojos". Es decir, que se la había practicado una enucleación ocular ilegal. Pero al final del capítulo se aclara que le extrajeron las córneas y no sus ojos.
Debido a la atmósfera propia con que se produjo el episodio, varios usuarios en la red y haciendo uso de la técnica del bulo en internet afirmaban que la retransmisión estaba “censurada” y que en su transmisión original podían verse las cuencas del menor sangrando —en la escena en que este es devuelto al lado de su madre—. Alimentando nuevamente los falsos recuerdos.

## ¿Fin del bulo?
Semanas después, otro usuario en internet subió a YouTube la transmisión original del capítulo, cuando se emitió en Unicable. Pese a esto, —como suele suceder—, el bulo sigue circulando en la red con distintas variantes.

### Los años 80
La idea original del capítulo podría tener sus orígenes en la película: “Coma” estrenada en 1978, basada en el libro que lleva por título el mismo nombre, del autor Robin Cook y publicado un año antes.
En la década de 1980 se afirmaba en el vox populi de varios países latinos la práctica del tráfico de órganos, en teoría perpetrado por el crimen organizado. Popularmente, el robo de órganos hace referencia a la extracción del riñón, el hígado o las córneas. Siendo generalmente las víctimas de tal acto delictivo; los niños.
Hacia 1985 comenzó a saberse de las primeras denuncias formales sobre este aparente delito. Entre los múltiples relatos se afirmaba de boca en boca —aunque sin prueba alguna— que una persona (robachicos) o grupo de personas actuando como células de la delincuencia organizada hacían uso de vehículos como furgonetas y vigilaban las entradas de las escuelas para poder secuestrar a los niños. En su mayoría de escasos recursos, y así poder trasplantar los órganos a infantes con un estatus social alto y que sus padres pudieran pagar cantidades estratosféricas de dinero a estas organizaciones. 
A lo largo de la década, comenzaron a surgir los primeros spots televisivos en Latinoamérica con el objetivo de concientizar a los niños sobre el peligro de aceptar invitaciones de personas desconocidas en la calle, abrir la puerta a extraños en sus casas o participar en actividades que pusieran en riesgo su integridad, como el consumo de drogas. Popularizando las frases: «Ojo mucho ojo… cuéntaselo a quien más confianza le tengas». «Tú vales mucho y mereces respeto». Entre otras, como: «Cuídate a ti mismo» y «Cuenta hasta 10» donde se invitaba al diálogo y a evitar la violencia.

### La extracción de órganos en la TV mexicana
Televisa dramatizó por primera vez el delito del tráfico de órganos en la serie; “La hora marcada”, cuando en 1989 emitió el capítulo titulado: "El último metro". En él se narra la extracción de órganos a una mujer madura en un edificio del gobierno de la Ciudad de México, desde un punto de vista más surrealista. Fue protagonizado por la actriz Carmen Salinas.
Desde mediados de los años 80 y hasta el final de la década de 1990, el robo de órganos se volvió un tema recurrente y dio lugar a realizar películas como: "Robachicos"(1986). En 1990 se estrenó la película: "Traficantes de niños" protagonizada por los actores Mario Almada, María Rubio, Sebastián Ligarde y Humberto Elizondo.
Aunque en este filme no se tocó propiamente el tema en específico de la extracción de órganos, si se hizo referencia al tráfico de menores en otros sentidos y sus repercusiones. Paralelamente, se realizó el estreno de: "Asesinos comerciantes de niños" estrenada en los cines en 1991. Película protagonizada por el actor Jorge Reynoso y en donde se trató el tema por primera vez desde el punto de vista más conocido.

### Leyenda de: "Los niños de ojos negros"
A fines de los años 90 —concretamente en el año 1998— comenzó a surgir una leyenda urbana de estilo creepypasta. Afirmando que existían avistamientos de niños con ojos completamente negros, sin iris, haciendo autostop, mendigando en las calles o viéndoseles en templos y viviendas. En la creencia popular, esto se debería a que vendrían siendo seres del más allá o entes sin alma.
Supuestos testigos describían a los infantes en estos mismos avistamientos con aparentes cuencas vacías. Los primeros testimonios surgieron teóricamente en los Estados Unidos y rápidamente se expandió el rumor a los países latinos.

### Investigación oficial de la PGR
En 1992, la entonces Procuraduría general de la república comenzó a recibir las primeras denuncias formales sobre el tráfico de órganos. Generalmente, provenían de colonias populares o zonas marginadas. La gente aseguraba haber visto furgonetas sin placas, limusinas con vidrios polarizados e incluso camiones con cajas de carga estacionados afuera de escuelas primarias. Ocasionando posteriormente una histeria colectiva en la población, que llevó a muchos padres de familia a querer realizar vallas humanas y a solicitar apoyo a los docentes en la hora de salida de los estudiantes.
Seis años después, el cardenal Juan Sandoval Íñiguez afirmó que cerca de 20,000 niños habían sido secuestrados en Guadalajara, Jalisco —dato que coincide con el visto en el capítulo— y llevados al extranjero para extraerles los órganos. Sin embargo, cuando fue interrogado por la policía, no pudo presentar ninguna prueba sobre esto. Dicha información sería retomada por la UdeG en los años posteriores. Por esta razón se inició una investigación oficial en todo el país. Esta se dio por concluida en el año 2002, debido a que se llegó a la conclusión de que no se habían encontrado víctimas ni evidencia alguna sobre una organización de este tipo.

### El tráfico de órganos en Internet
En la década de los 90 y con el auge de internet, empezaron a circular los primeros correos electrónicos en  cadenas masivas. En una de las variantes se compartía la historia de un supuesto hombre de negocios de los Estados Unidos. En su versión más popular, es drogado en la habitación de un hotel tras pasar una noche romántica con una mujer desconocida a quien conoce en un bar ubicado en Las Vegas. Luego queda inconsciente y después de un par de horas despierta en una bañera con hielos, para darse cuenta de que su riñón ha sido extirpado. Además, se añade a la historia un mensaje impactante en la pared del baño o en su variante una nota a su lado, en la que aconseja a la víctima llamar al 911.

### El VIH y la extracción de órganos
Con el tiempo la historia mutó y en otro de los relatos conocidos la situación cambiaba a la de una mujer portadora del VIH. Esta vez el mensaje decía: «Bienvenido al mundo del SIDA». Narrativa que tiene cierta similitud con el argumento visto en la película “Bienvenido-Welcome” estrenada en 1994, del director Gabriel Retes.
Otra conocida cadena de correos electrónicos afirmaba que los visitantes debían tener cuidado cuando asistieran a discotecas o antros. Ya que entre el tumulto de gente —mientras se bailaba en la pista— se encontraban personas seropositivas pinchando a los asistentes de forma arbitraria para inocular el virus del sida. También se advertía que revisarán los asientos de los cines, los cuales supuestamente contenían jeringas contaminadas con el mismo, y así el bulo vuelve a mutar.

## Actualidad
En los últimos años, en que se emitió la serie (finalizada en 2007), se siguió retomando el tema del tráfico de órganos, ahora asociado a las sectas o al narcotráfico y a su práctica en adultos. Pese a ello, dichos episodios no volvieron a generar el impacto social de; “Un ángel sin luz”.
El robo de órganos como leyenda urbana, mito y teoría conspirativa se mantiene vigente en la opinión pública y ha estado acompañada por otras creencias populares de la época en México, por mencionar un ejemplo: El chupacabras.

## Reparto
- Patricia Reyes Spíndola como: Madre de los niños
- Violeta Isfel como: Adela
- Luis Fernando Madriz como: Ángel (su nombre aparece acreditado erróneamente en el capítulo como: “Luis Fernando Madrid”)
- Benjamín Islas como: Traficante de órganos número I
- José Antonio Ferral como: Traficante de órganos número II
- Ismael Aguilar como: Policía